# Lisp (Lier)
Lisp is een wijk in het noorden van de Belgische stad Lier, aan de rechteroever van de Kleine Nete.

## Geschiedenis
De plaats lag vroeger buiten de stadsmuren van Lier. In de middeleeuwen bevond zich hier de zogenaamde "Lispermolen", die in handen was van de Abdij Onze-Lieve-Vrouw van Nazareth. Op de Ferrariskaart uit de jaren 1770 is de plaats aangeduid als het gehucht Lis en is ook de windmolen aangeduid. De Atlas der Buurtwegen uit het midden van de 19de eeuw toont hier de faubourg (voorstad) Lisp met in het noorden de Lisper Molen.
Het was de vestigingsplaats van kleine handelaars en ambachtslui, zoals wolwassers aan de oevers van de Nete. Voor de echte stedelingen hadden die van het Lisp geen al te beste reputatie. Door de aanleg van de spoorlijn naar Luik en Herentals eind negentiende eeuw werd het gehucht ontsloten en groeide het uit tot een stadswijk. In 1872 werd het ook een zelfstandige parochie en in 1873-1874 werd de Sint-Jozef en Sint-Bernarduskerk opgetrokken.
In de 20ste eeuw zorgde de aanleg van de grote ring (de R16) rond Lier in de jaren 1970-1980 voor verdere ontsluiting. De wijk is de thuishaven van voetbalclub K. Lierse SK, waarvan het stadion ook wel "het Lisp" wordt genoemd.
Om de wijk te beschermen tegen wateroverlast bij extreme weersomstandigheden, legde de provincie Antwerpen het overstromingsgebied Plaslaar aan. 
Plaatselijk wordt Lisp uitgesproken als Lips, vandaar allerlei benamingen met Lips, bijvoorbeeld Chiro Lips.

## Bezienswaardigheden
- De Sint-Jozef en Bernarduskerk